# 125 v.Chr.

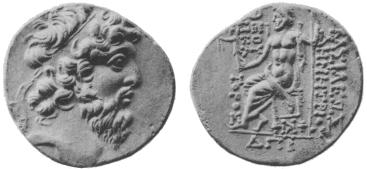
Demetrius II

Het jaar 125 v.Chr. is een jaartal in de 2e eeuw v.Chr. volgens de christelijke jaartelling.

## Gebeurtenissen

### Italië
- Marcus Fulvius Flaccus en Marcus Plautius Hypsaeus zijn consul in het Imperium Romanum.
- Fulvius Flaccus stelt voor om het Romeins burgerrecht uit te breiden voor de Italianen. De Senaat stuurt hem naar Gallia Transalpina, om Massilia te helpen tegen de plunderende Salluvii.
- De Aqua Tepula wordt gebouwd, het aquaduct loopt over een afstand ca. 18 kilometer naar Rome en heeft een capaciteit van 17.800 m³ liter per dag.

### Syrië
- Demetrius II Nicator wordt bij Ptolemaïs (huidige Akko), door opstandige Syriërs onder Alexander II Zabinas gevangengenomen en doodgemarteld.
- Seleucus V Philometor, grijpt naar de macht en bestijgt de troon van de Seleuciden. Hij wordt kort daarop door zijn moeder vermoord.
- Cleopatra Thea (125 - 121 v.Chr.) volgt haar zoon Seleucus V op als koningin van Syrië, de 16-jarige Antiochus VIII Grypos wordt co-regent.

### Vietnam
- Trieu Anh Te (125 - 113 v.Chr.) volgt zijn vader Trieu Ho op als heerser van Vietnam. Hij gijzeld het Han-meisje Cu Thi en verwekt bij haar een zoon, Trieu Hung genaamd. Nadat Anh Te de troon heeft bestegen, kroont hij haar tot koningin.

### China
- De Chinese ontdekkingsreiziger, Zhang Qian, keert na dertien jaar met zijn slaaf Kanfu terug in Chang'an. Hij brengt keizer Han Wudi een gedetailleerd verslag uit over alle landen die hij heeft bezocht. Zhang, wordt voor zijn bewezen diensten beloond met geschenken en de titel "paleisadviseur".

## Geboren
- Alexander Janneüs (~125 v.Chr. - ~76 v.Chr.), koning van de Joodse Hasmonese staat (Israël)

## Overleden
- Demetrius II Nicator (~161 v.Chr. - ~125 v.Chr.), koning van het Seleucidenrijk (Syrië) (36)
- Seleucus V Philometor, koning van het Seleucidenrijk (vermoord door Cleopatra Thea)